# نمل حاصد أحمر
النمل الحاصد الأحمر (الاسم العلمي Pogonomyrmex barbatus)، حشرة من النمل الحاصد ورتبة غشائيات الأجنحة وفصيلة النمل ويتبع جنس الحاصد. موطنه الأصلي جنوب غرب والولايات المتحدة.